# Церковь Иоанна Богослова (Грязное)
Церковь Иоанна Богослова — православный храм в селе Грязное Липецкого района Липецкой области. Принадлежит Липецкой епархии Русской православной церкви.

## История
Деревянная церковь во имя Иоанна Богослова была построена в 1858 году. В 1891 году обновлена. К началу XX века храм обветшал, и в 1903 году на средства прихожан, по проекту киевских архитекторов, была построена каменная Богословская церковь.
Во времена советской власти здесь находился продовольственный склад.
На стене алтарной апсиды сохранилась надпись: «12 марта 1950 года выборы в Верховный Совет СССР».
Сейчас храм возвращён верующим, идёт реставрация.

## Фотографии

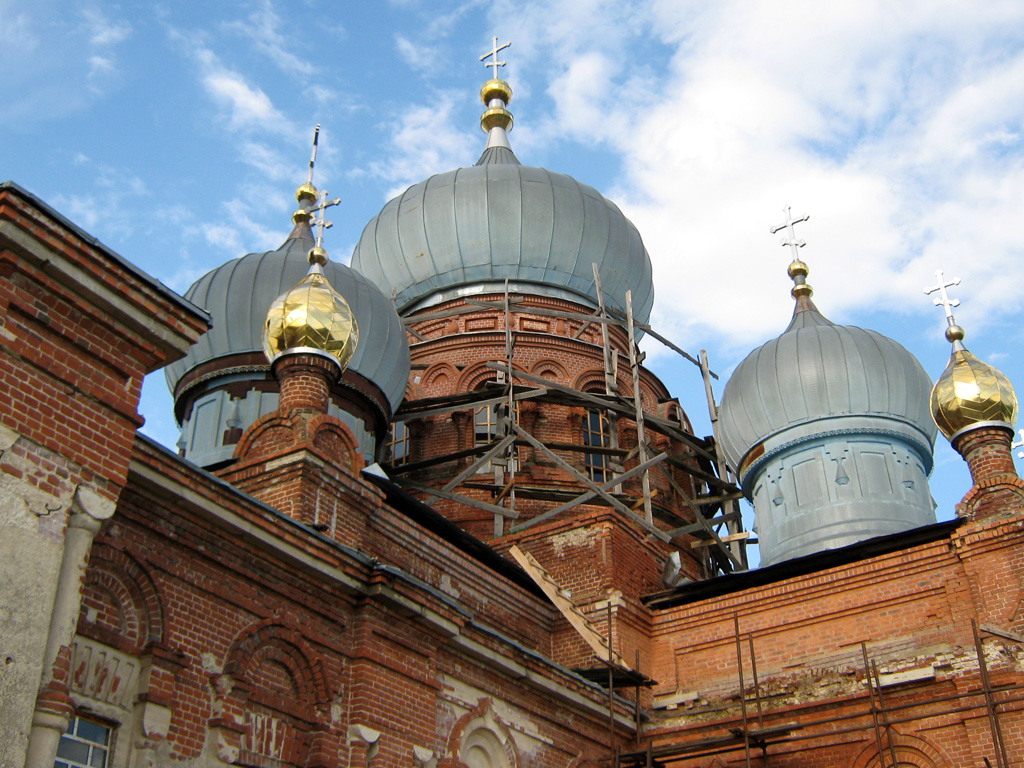
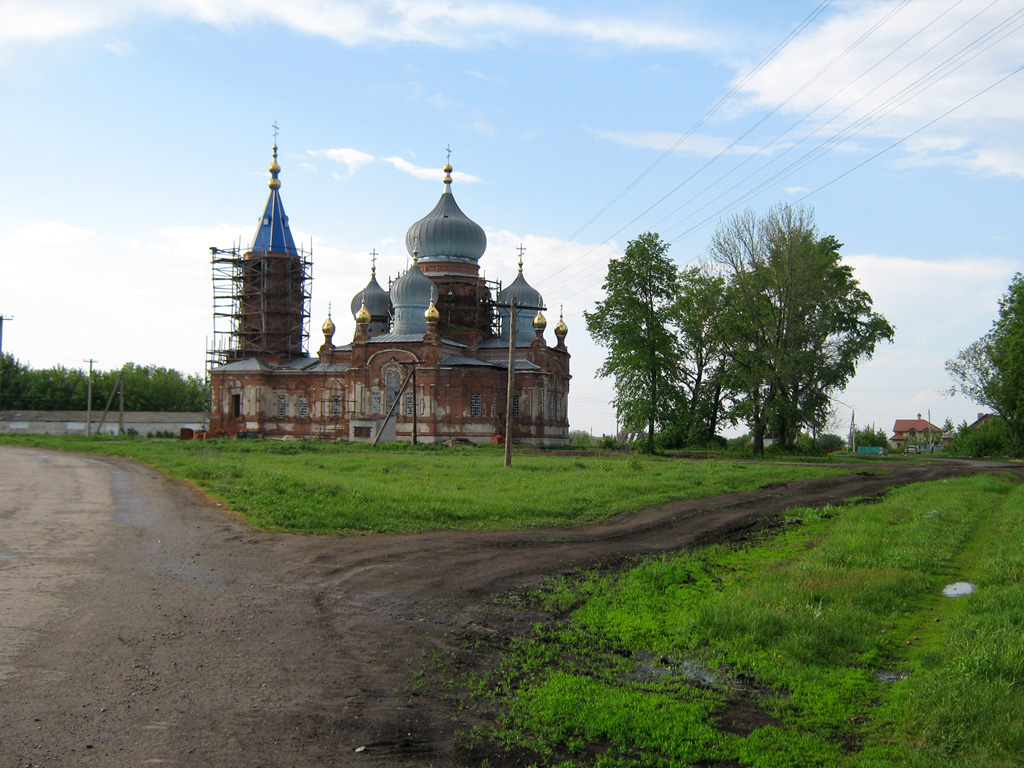